# Сеифу, Амаду
Амаду Сеифу (фр. Amadou Cheiffou; род. 1 декабря 1942, Корнака, Нигер) — нигерский государственный и политический деятель, премьер-министр Нигера в 1991—1993 годах.

## Политическая карьера
Амаду Сеифу был назначен на пост премьер-министра 27 октября 1991 года. Избранию на пост премьер-министра способствовали его политическая неопытность и отсутствие ассоциации со старым режимом Сейни Кунче и Али Саибу. Сеифу возглавлял временное правительство, действовавшее с 1991 по 1993 год, в период, предшествовавший многопартийным выборам. В этот период он также занимал пост министра национальной обороны. Вместе с президентом Саибу и Андре Салифу, председателем Высшего совета Республики, Национальная конференция запретила ему баллотироваться в качестве кандидата на президентских выборах в феврале 1993 года.